# 페미디아
페미디아(femidea)는 2016년 5월 9일 시작된 여성주의 정보생산자 조합이다. 페미디아(femidea)는 여성주의적 사고를 뜻하는 영어 조어(Feminist Idea)의 줄임말이다.